# Benjamin Darbelet
Benjamin Darbelet (ur. 13 listopada 1980 w Dijon) – francuski judoka, wicemistrz olimpijski, pięciokrotny medalista mistrzostw Europy.
Startuje w kategorii do 66 kg. Jego największym osiągnięciem jest srebrny medal igrzysk olimpijskich w Pekinie, przegrywając w finałowym pojedynku z Japończykiem Masato Uchishibą.
Startował w Pucharze Świata w latach 2000–2002, 2004–2006, 2008, 2010–2012.

## Osiągnięcia

### Igrzyska olimpijskie
| Igrzyska olimpijskie | Data             | Kategoria | Miejsce |
| -------------------- | ---------------- | --------- | ------- |
| Pekin 2008           | 10 sierpnia 2008 | do 66 kg  |         |